# القديس لعازر

إقامة لعازر من الموت

القديس لعازر (بالإنجليزية: St. Lazarus) يروي الإصحاح الحادي عشر من إنجيل يوحنا قصة إقامة المسيح للعازر من الأموات، الذي كان من بيت عبرة وشقيق مرثا و‌مريم، وكانوا جميعًا محبوبين لدى المسيح.

## نظرة عامة
لم يذكر الكتاب المقدس شيء عن حياة لعازر بعد إقامته، ولكن بعض الروايات الغير مؤَكَّدة تقول أنه تبع بطرس الرسول إلى سوريا، إلا أن تقليد الكنيسة الشرقية يروي عنه أن يهود يافا وضعوه هو وشقيقتيه وآخرين في سفينة بها تسرب ماء قاصدين إغراقهم، ولكن بقوة إلهية رست السفينة بسلام في جزيرة قبرص، حيث أقيم لعازر أسقفًا على كتيون (لارنكا)، وهناك تنيّح بعد نحو ثلاثين عامًا. وفي عام 890م. بنى الإمبراطور ليو السادس (Leo VI) في القسطنطينية كنيسة ودير على اسمه، ونقل جزءً من رفاته إليها من قبرص.

## عيده
هناك أدِلّة وفيرة على أن ذكرى القديس لعازر كانت تُكرَّم في الأيام الأولى في أورشليم، ثم بعد ذلك في الكنيسة كلها. فتروي السيدة إثيريا (إيجيريا) التي ذهبت لزيارة الأراضي المقدسة سنة 390م. عن موكب احتفالي في اللعازرية (Lazarium) -حيث أُقِيمَ لعازر من بين الأموات- وذلك في يوم السبت السابق لأحد الشعانين، وقد تأثرت إثيريا بسبب الجمع الغفير الذي ملأ المنطقة كلها. وفي ميلانو، إيطاليا، كان أحد البصخة يسمى (Dominica de Lazaro)، وفي أفريقيا كما ذكر القديس أوغسطينوس كان إنجيل إقامة لعازر من الموت يُقرأ في عشية ليلة أحد الشعانين.
حاليًا تقيم أغلب الكنائس الأرثوذكسية الشرقية تذكارًا لإقامته في يوم السبت السابق لأحد الشعانين، أي حوالي أسبوع قبل عيد القيامة يوم 17 ديسمبر.